# (357439) 2004 BL86
2004 بي أل 86 (ويعرف أيضًا باسم (357439) 2004 بي أل 86 وفق تسمية الكوكب الصغير) (بالإنجليزية: 2004 BL86)‏ هو كويكب ضمن حزام الكويكبات؛ وترتيبه 357439 من حيث الاكتشاف.
اكتُشف هذا الجُرم الفلكي بواسطة بحث لنكولن عن الكويكبات القريبة من الأرض في 30 يناير 2004.

## معرض صور

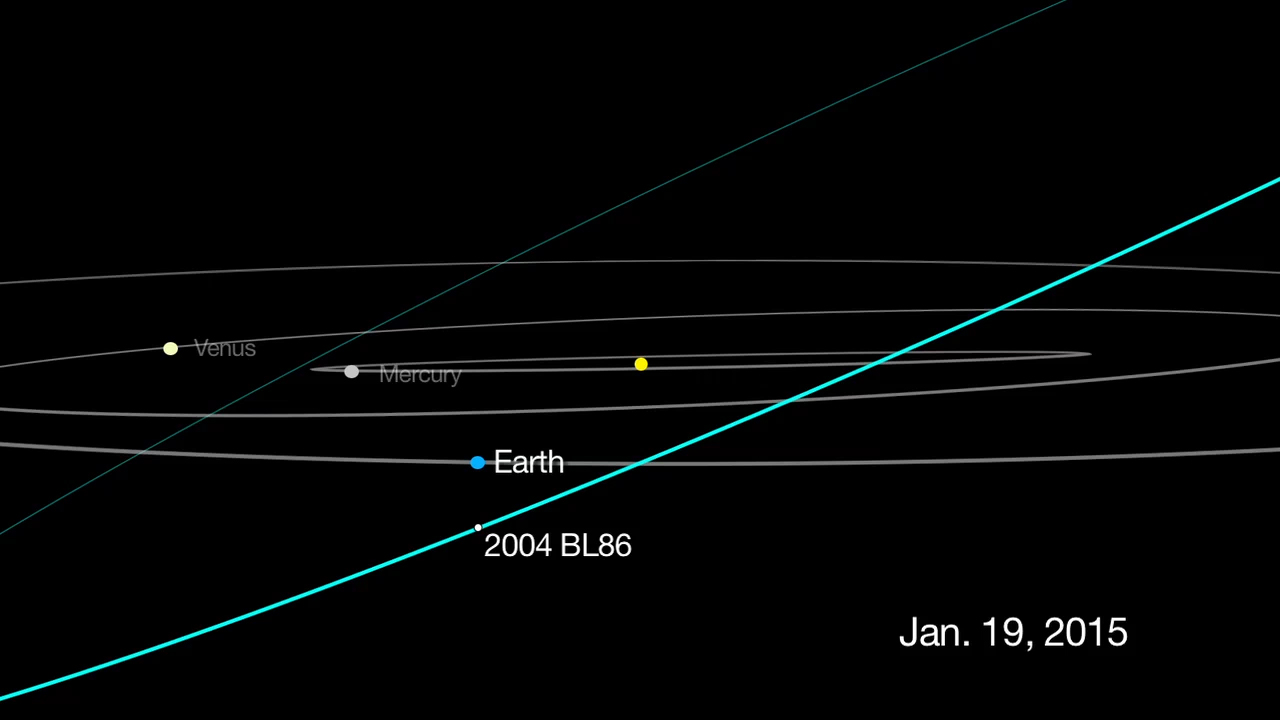
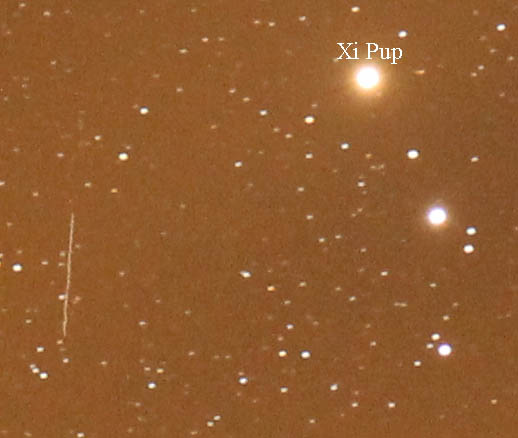
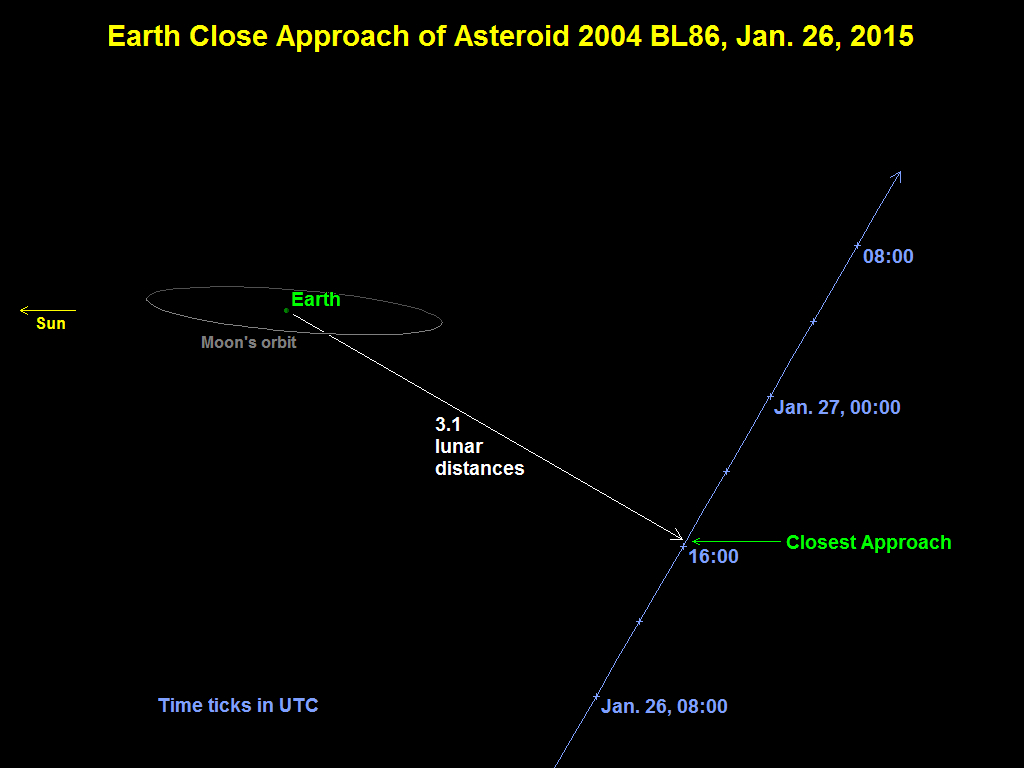

## وصلات خارجية
- (357439) 2004 BL86 في قاعدة بيانات مختبر الدفع النفاث لأجرام النظام الشمسي الصغيرة

- الاكتشاف · مخطط المدار ·  العناصر المدارية · المعلمات المادية

- (357439) 2004 BL86 على موقع ويكي سكاي: DSS2, SDSS, GALEX, IRAS, Hydrogen α, X-Ray, Astrophoto, Sky Map, Articles and images